# 芳ノ山夛治郎
芳ノ山 夛治郎（よしのやま たじろう、1861年4月17日（文久元年3月8日） - 1911年（明治44年）8月30日）は、肥後国玉名郡出身で、京都相撲・出水川部屋、境川部屋、武隈部屋、高砂部屋、湊部屋に所属した元力士。本名は濱崎 太次郎（旧姓市川)。7代境川。身長体重不明。最高位は東前頭4枚目。

## 経歴
1882年6月、京都相撲より加入。1888年5月に入幕を果たした。1889年には先代の娘と婚姻し二枚鑑札となったが、1891年1月に脱走。妻と離縁し、親方株も返上。その後、高砂部屋から復帰する。しかし1893年10月に再び脱走し廃業。元同部屋で同郷の黒雲雷五郎とともに大坂相撲に加入した。

## 成績
- 幕内9場所19勝31敗35休5分預